# DMAIC
DMAIC (аббревиатура от англ. define, measure, analyze, improve, control — определение, измерение, анализ, совершенствование, контроль) — подход к последовательному решению проблем, совершенствованию бизнес-процессов, используемый в управлении производством. Один из подходов, используемый в методологии «шести сигм». Согласно DMAIC, решение каждой задачи совершенствования процесса или устранения проблемы должно пройти через следующие этапы: define (определение), measure (измерение), analyze (анализ), improve (совершенствование) и control (контроль), для каждого из этапов в подходе предполагается конкретика, что необходимо осуществить на каждом из этапов. Считается, что именно такая последовательность обеспечивает структурированный подход, позволяющий пройти от определения сути проблемы к внедрению решений по совершенствованию с использованием лучших практик.
DMAIC, как и большинство методологий совершенствования основаны на цикле Деминга — PDCA.
В русском языке общепринят аналог аббревиатуры DMAIC — ОИАСК: определение — измерение — анализ — совершенствование — контроль.

## Содержание этапов
- На первом этапе — определения — необходимо определить заказчиков, обоснования проекта, рамки, цели и временны́е границы проекта.
- На этапе измерения определяются основные метрики проекта, надёжность источника данных, актуальное состояние процесса.
- Этап анализа заключается в исследовании возможностей процесса, причин проблемы, возможных рисков.
- На этапе совершенствования осуществляется модификация процессов и систем, структурная декомпозиция работ.
- Последний этап — контроля — предназначен для поддержания изменений процессов, подготовка отчётов и закрытия проекта.[4]